# Принцеса Ірена Нідерландська
Принцеса Ірена Нідерландська, при народженні Ірен Емма Елізабет Нідерландська (нід. Irene, Prinses der Nederlanden / Irene Emma Elisabeth der Nederlanden; народилася 5 серпня 1939 року) — друга дитина королеви Нідерландів Юліани та принца Бернхарда.

## Біографія
Принцеса народилася 5 серпня 1939 року в палаці Зостдейк. На момент її народження війна була ймовірною, але її батьки сподівалися на мирне розв'язання проблеми. Вони вирішили назвати свою доньку на честь Ейрен, грецької богині миру. У неї три сестри, старша — колишня королева Нідерландів, принцеса Нідерландів Беатрікс; і дві молодших — принцеса Марґріт і покійна принцеса Христина.
Ірені не було й року, коли сім'я була змушена покинути Нідерланди. Дівчинку охрестили в Королівській каплиці Букінгемського палацу в Лондоні, а дружина короля Георга VI, королева Єлизавета, була хрещеною матір'ю. Коли родина залишала Нідерланди, порт був атакований німецькою авіацією; одна з німецьких бомб вибухнула в радіусі 200 ярдів від родини.

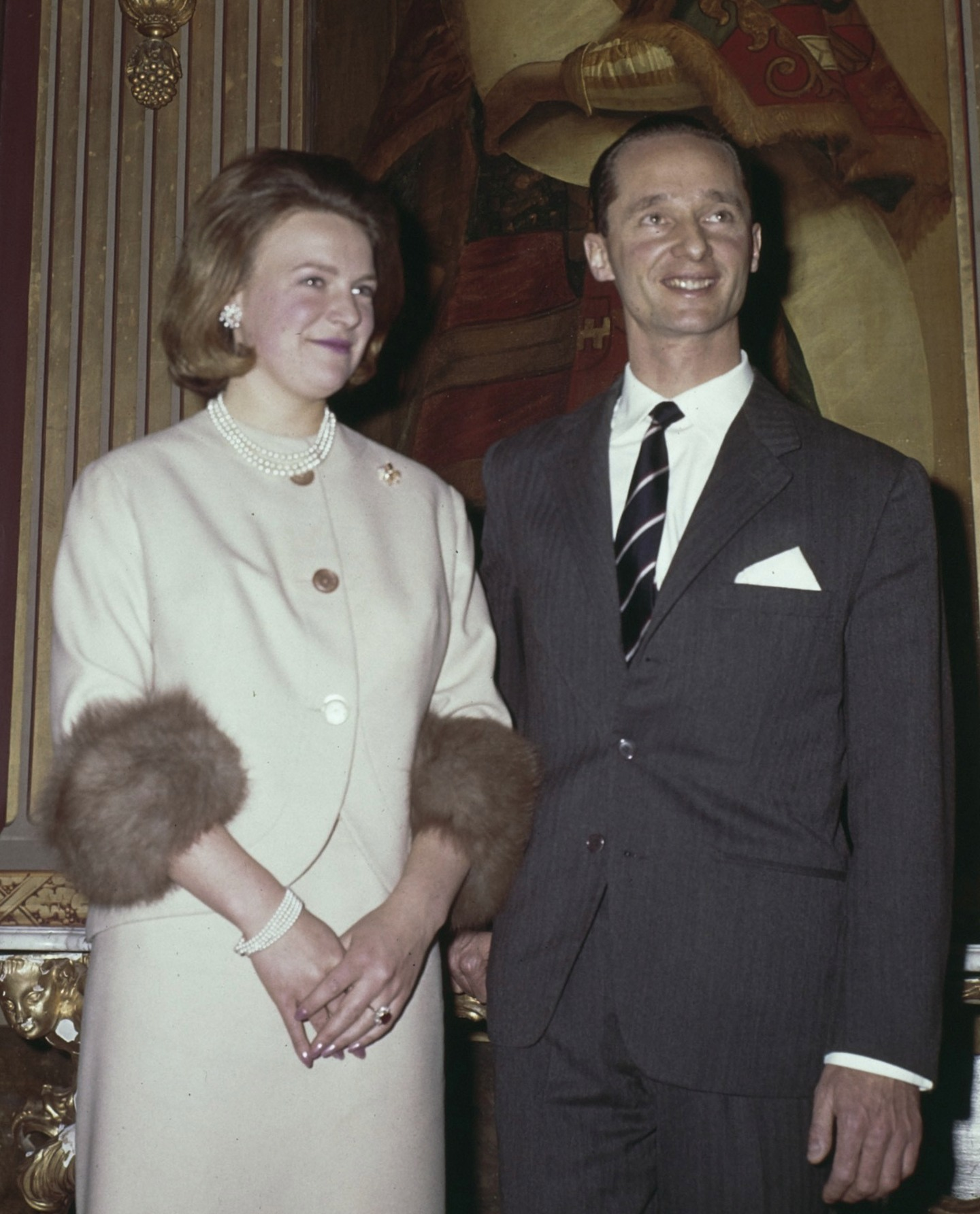
Принцеса Ірена з Карлосом Гюго в 1964 році

Ірена відвідувала державну школу Rockcliffe Park. У підлітковому віці голландська преса охрестила її «гламурною принцесою Нідерландів». Під час війни Королівська голландська бригада була названа на честь принцеси Ірени. Після війни бригада стала складовою полку принцеси Ірени.
Принцеса Ірена навчалася в Утрехтському університеті, потім поїхала до Мадрида, щоб вивчити іспанську мову та стала офіційним перекладачем.

## Шлюбні суперечки
Вивчаючи іспанську мову в Мадриді, Ірена познайомилася з принцом Карлосом Гуго Бурбон-Пармським, старшим сином Карліста, претендента на іспанський престол, Ксав'єра, герцога Пармського та глави дому Бурбон-Парма. У 1963 році принцеса Ірена таємно перейшла з протестантизму в римо-католицизм. Королівська родина дізналася про навернення, коли на першій сторінці амстердамської газети з'явилася фотографія, на якій принцеса стояла на колінах, щоб прийняти причастя в римо-католицькій церкві Ієронімів.
Королева Юліана спробувала зупинити шлюб, спершу відправивши свого представника до Мадрида, щоб переконати принцесу не укладати шлюб. Королева виступила на голландському радіо, щоб повідомити громадянам, що принцеса Ірена погодилася скасувати заручини та повертається до Нідерландів. Коли літак прибув до аеропорту Схіпхол, принцеси на ньому не було, а королева Юліана та її чоловік, принц Бернхард, отримали голландський військовий літак, щоб відправитися до Іспанії, щоб забрати свою дочку. Проте королеві було передано повідомлення від голландського уряду, яке попереджало, що він масово піде у відставку, якщо вона ступить в Іспанію.
У королеви не було іншого вибору, як повернутися. Потім принц Бернхард вирушив до Мадрида, щоб зустрітися зі своєю дочкою та її нареченим. Відбулася зустріч із подружжям, королевою, прем'єр-міністром Марійненом, який сам був римо-католиком, і трьома членами вищого кабінету. міністрів. Коли зустріч закінчилася рано вранці 9 лютого 1964 року голландське радіо порушило традиційну суботню тишу. Було оголошено, що принцеса Ірена відмовиться від будь-яких прав на престолонаслідування, щоб вона могла вийти заміж за Карлоса Гюго.
Після весілля Ірена брала активну участь у правих політичних справах свого чоловіка, але з часом вони відійшли від правого екстремізму до симпатій до лівих. 9 травня 1977 року Ірена була вислана з Іспанії на наступний день після смерті у Швейцарії її тестя, карлістського претендента Ксаверія, герцога Пармського. Принцесі Ірені не дозволили повернутися в країну до квітня 1978 року.
Вона єдина зі своїх сестер, чий чоловік мав королівський титул.

## У Нідерландах
У 1980 році Ірена з дітьми повернулася жити в Нідерланди. Вона стала брати участь у різноманітних семінарах з розвитку особистості. До 1981 року Ірена з дітьми переїхала до власного будинку, де займалася традиційними домашніми справами. У 1983 і 1985 роках вона публічно виступила проти додаткового розміщення ракет НАТО на великому антиядерному мітингу в Гаазі. Її зв'язок із природою посилився, і в 1995 році вона видала свою книгу «Діалог з природою».
У 1999 році принцеса Ірена придбала ферму в Південній Африці, перетворивши її на заповідник. У 2001 році вона допомогла заснувати NatuurCollege у Нідерландах. Вона також є засновницею NatureWise, організації, яка забезпечує безпосередній контакт дітей початкової школи з природою.

## Діти
У Карлоса Гюго та принцеси Ірени було четверо дітей:

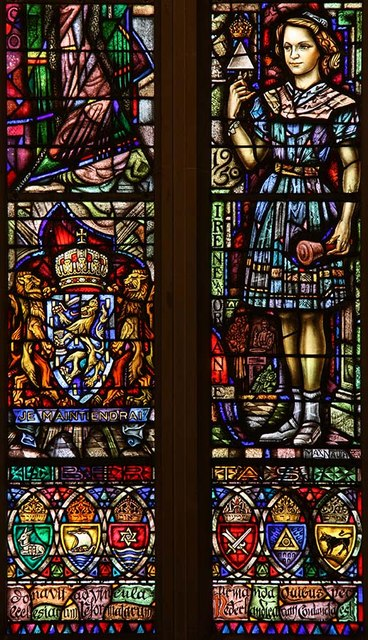
Принцеса Ірен (вітраж нідерландської церкви, Остін Фріарс у Лондоні)

| Ім'я                                     | Д. н.               | Шлюб                                                                                     | Шлюб                         | Шлюб                                                                                             |
| ---------------------------------------- | ------------------- | ---------------------------------------------------------------------------------------- | ---------------------------- | ------------------------------------------------------------------------------------------------ |
| Ім'я                                     | Д. н.               | Дата                                                                                     | Партнер                      | Нащадки                                                                                          |
| Принц Карлос, спадковий герцог Пармський | 27 січня 1970 року  |                                                                                          | Бріджит Клінстра             | Карлос Уго Клінстра, пізніше принц Карлос Гюго                                                   |
| Принц Карлос, спадковий герцог Пармський | 27 січня 1970 року  | 12 червня 2010 (цивільна) 20 листопада 2010 (релігійний)                                 | Аннемарі Гуалтері ван Візель | Принцеса Луїза, маркіза Кастель'Аркуато Принцеса Сесілія, графиня Барчето Карлос, принц П'яченци |
| Принцеса Маргарита, графиня Колорно      | 13 жовтня 1972      | 19 червня 2001 (цивільна) 22 вересня 2001 (релігійний) Розлучилися 8 листопада 2006 року | Едвін де Рой ван Зюдевійн    |                                                                                                  |
| Принцеса Маргарита, графиня Колорно      | 13 жовтня 1972      | 3 травня 2008 (цивільна)                                                                 | Тьяллінг тен Кейт            | Джулія тен Кейт Паола тен Кейт                                                                   |
| Принц Хайме, граф Барді                  | 13 жовтня 1972      | 3 жовтня 2013 (цивільна) 5 жовтня 2013 (релігійний)                                      | Вікторія Червеняк            | Принцеса Зіта Бурбон-Пармська Принцеса Глорія Бурбон-Пармська                                    |
| Принцеса Кароліна, маркіза Сала          | 23 червня 1974 року | 21 квітня 2012 (цивільна) 16 червня 2012 (релігійний)                                    | Альберт Бреннінкмайер        | Алая-Марія Бреннінкмайер Ксав'є Бреннінкмейер                                                    |

### Титули
- 5 серпня 1939 — 15 листопада 1974: Її Королівська Високість Принцеса Нідерландів Ірена, Принцеса Оранська-Нассауська, Принцеса Ліппе-Бістерфельдська
- 15 листопада 1974 — 7 травня 1977: Її Королівська Високість Принцеса П'яченца
- 7 травня 1977 — 7 січня 1981: Її Королівська Високість Герцогиня Парми та П'яченци
- 7 січня 1981 р. — сьогодні: Її Королівська Високість Принцеса Нідерландів Ірена, Принцеса Оранська-Нассауська, Принцеса Ліппе-Бістерфельдська[13]

Після розлучення принцеса використовувала такі імена:
- Принцеса Ірина Ліппе-Бістерфельдська[14]
- Пані ван Ліппе-Бістерфельд.[15]